# Syngenes arabicus
Syngenes arabicus är en insektsart som beskrevs av Douglas E. Kimmins 1943. Syngenes arabicus ingår i släktet Syngenes och familjen myrlejonsländor. Inga underarter finns listade i Catalogue of Life.